# Argynnos
Argynnos (en grec ancien Ἄργυννος) est un personnage mineur de la mythologie grecque qui se suicide pour échapper aux assiduités du roi Agamemnon. Un autre soupirant d’Argynnos était le dieu Hyménée.

## Famille
Argynnos a pour mère la princesse Pisidicé, fille de Leucon, roi de Béotie.

## Mythe
Argynnos était un garçon d'une grande beauté. Il alla un jour se baigner alors qu'il se trouvait à Khèphisos, en Béotie, où la flotte achéenne attendait de pouvoir appareiller pour atteindre Troie qu'ils avaient juré entre eux de détruire. Agamemnon ayant vu le jeune Argynnos nager, il se prend de passion pour lui et oublie les Grecs réunis à Elis. Ses sentiments ne sont cependant pas retournés, le garçon cherchant à le fuir. A bout de force, Argynnos finit par se suicider en se jetant dans le Céphise. Argynnos s'étant noyé, Agamemnon lui consacre un sanctuaire à Aphrodite, déesse de l'Amour, l'Argynnion (Ἀργουνίς / Árgounís).

## Postérité
L'histoire d'Argynnos a fourni matière au roman politique Argenis de Jean Barclay, dont la première édition a été publiée en latin à Paris (1621). Au XVIIIe siècle, Pietro Metastasio réalisa un opéra sur ce thème et Girolamo Giusti un drame musical (joué à Venise en 1733 sur une musique de Galuppi).